# La Guerre sur les collines
La Guerre sur les collines (titre original en italien : Il partigiano Johnny, que l'on pourrait traduire par « le partisan Johnny »), est un roman de l'écrivain italien Beppe Fenoglio, paru aux éditions Einaudi en 1968.
Œuvre posthume, elle résulte de la composition principale de deux manuscrits inachevés de Beppe Fenoglio, juxtaposées et ordonnées par Lorenzo Mondo. De ce fait, le roman a été en Italie l'objet de diverses batailles et débats portant notamment sur la datation de ces deux écrits et sur l'arbitraire de leur compilation, les uns défendant le premier manuscrit comme base du roman et les autres le deuxième ; il existe ainsi plusieurs éditions du roman.

## Résumé
Le roman raconte l'histoire de Johnny, surnom d'un jeune étudiant italien passionné de la littérature et du monde anglo-saxon, qui décide le 8 septembre 1943, date de l'armistice de Cassibile, de rejoindre la Résistance italienne dans les collines et combattre au côté des partisans.